# Шорці
Шо́рці (самоназва шор-кіжі, татар-кіжі «шорські, татарські люди», застаріла російська назва — татари мраські, кондомські, кузнецькі, подеколи абінці) — нечисельна тюркська народність у Південному Сибіру (Росія), корінне населення історичної області Гірська Шорія.

## Етноніми
Сучасний етнонім шорців є екзонімом. Самі себе шорці традиційно називали за іменами родів (Карга, Кий, Кобий та ін.), волостей і управ (Таяш-Чони — «Таяшська волость») або річок (Мрас-кіжі — «мраські люди», Кондум-чони — «кондомський народ»), за межами території проживання (етнічних земель) — аба-кіжі (аба «рід» + кіжі «люди»), чиш-кіжі («люди тайги»).
Росіяни у XVII — на поч. XX ст.ст. називали шорців кузнецькими, кондомськими або мраськими татарами, абінцями. Шорцями називали за ім'ям великого роду шорців Шор сусідні хакаси і алтайці. Са́ме ця назва вже у 1-й пол. XX ст. широко розповсюдилась і закріпилась за народом, зокрема і в науковій літературі, ставши навіть автонімом самих шорців.

## Територія проживання і чисельність

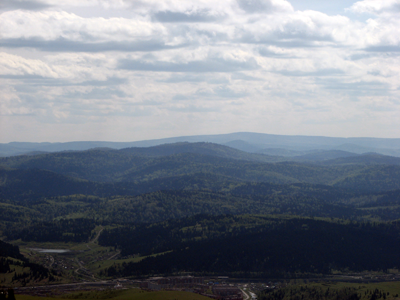
Гірська Шорія, околиці Таштагола

Територією проживання шорців є історична область Гірська Шорія на півдні сучасної Кемеровської області Росії — Кузнецький Алатау в басейні річки Том та її приток Кондоми і Мрас-Су, де шорці проживають у переважно в напівнаціональних поселеннях; сіл з переважанням шорського населення (понад 50 %) у Кемеровській області близько 90 (головним чином у Таштагольському районі).
Адміністративно територія проживання шорців — це південь Кузбасу — південь Кемеровської області (11 554 осіб, 2002 рік), Хакасія (1 078 осіб, 2002), північ Республіки Алтай (141 особа).

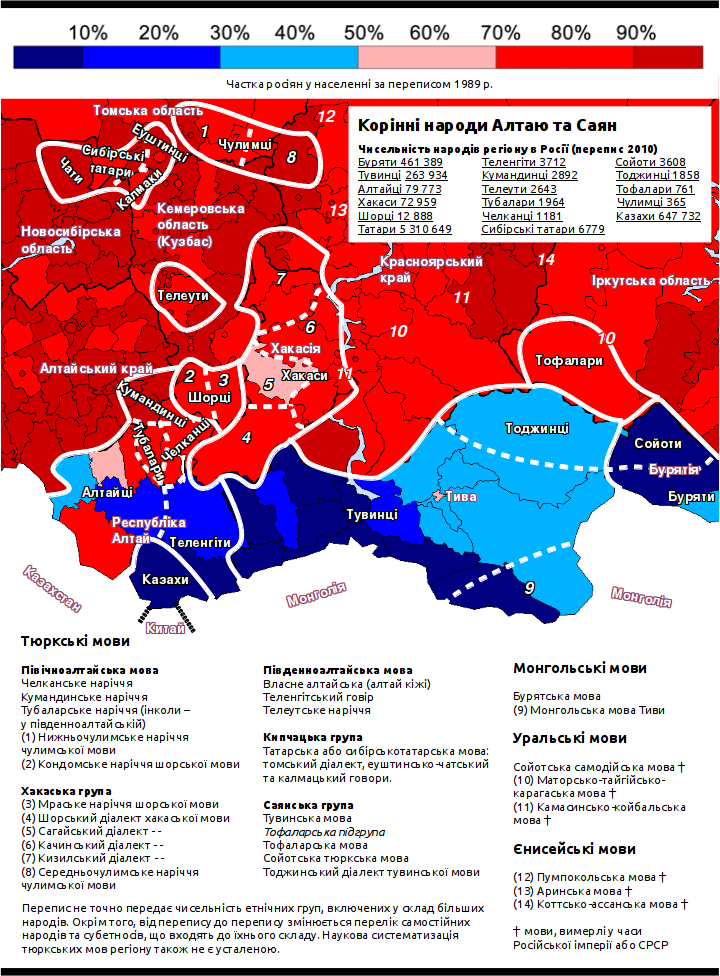
Розселення шорців

Зміни в чисельності шорців від 1860-х років до сьогодення ілюструє Таблиця чисельності шорців (1860-ті — 2002), складена на основі даних переписів населення:
| Рік / роки | Чисельність, осіб | Питома вага носіїв рідної мови, % |
| ---------- | ----------------- | --------------------------------- |
| 1860-ті    | 10,688            | немає даних                       |
| 1897       | 12,097            | немає даних                       |
| 1926       | 12,601            | 93,8                              |
| 1959       | 15,274            | 83.7                              |
| 1970       | 16,497            | 73.5                              |
| 1979       | 16,033            | 62.0                              |
| 1989       | 17,000            | 56.7                              |
| 2002       | 13,975            |                                   |

За даними перепису чисельності населення Росії 2002 року кількість шорців склала 13 975 осіб.
Після розпаду СРСР в Україні за даними перепису населення 2001 року виявилось, що в країні проживало 33  особи, що самоідентифікували себе як шорці, з числа яких лише 3 особи вказали шорську рідною мовою, тоді як українську такою назвала тільки 1 особа, решта — інші мови, переважно російську (28 осіб).
Чисельність шорців у СРСР/Росії

## Антропологія, мова та релігія
В антропологічному плані шорці є представниками південно-сибірської перехідної раси.
Мова шорців — шорська належить до північно-східної підгрупи тюркської групи алтайської мовної родини. Серед шорців поширений навіть не так білінгвізм — російська як друга, а російська як перша й основна мова. Для шорської мови створено писемність на основі кириличної графіки.
У XIX ст. було здійснено примусову християнізацію шорців (як і решти народів Сибіру). Однак попри це аж до 1930-х рр. живими лишались духовні та релігійні традиції шорців — шаманізм, промислові культи. З радянізацією шорців серед міщан (особливо денаціоналізованих і русифікованих) панівним став атеїзм.
Традиційна духовна культура шорців має свої локальні особливості, пов'язані з відмінностями етнокультурних контактів з росіянами в XVII — поч. XX ст. і впливом модернізацій радянського періоду. До початку XX ст. більшість шорців стараннями Алтайської духовної місії були хрещені і офіційно сповідували православ'я. Православні календарні обряди витісняли шаманістські або поєднувалися з ними, через місіонерські школи поширювалися знання російської мови, біблії і житія святих, історії Росії. Однак значне місце в духовному житті продовжувало займати шаманство і більш архаїчні культи вогню, гір та ін.
Елементи дохристиянських вірувань збереглися до цих пір, хоча і не відіграють помітної ролі в сучасному житті більшості шорців, переважна більшість яких дотримуються безрелігійного світогляду.

### Родові вірування. Духи гір, річок, вогню, промислового культу.
Духи гір таг-Езі на відміну від мисливських покровителів шорців не отримали матеріального втілення, хоча їх образ досить чітко представлений у міфології шорців. Зазвичай вони являлись мисливцям уві сні в образі молодої голої жінки або дівиці з великими грудьми, закинутими за плечі або закладеними під пахви. Не відомі у шорців також зображення духу вогню від-Езі, хоча жертвоприношення йому під час похорону і поминок збереглося досі, цей факт пояснюється етнографами глибокою старовинністю культу, коли виготовлення ідолів ще не практикувалося.
Релігійне наповнення мисливського промислу у шорців було настільки рясним, що сам промисел представлявся чимось священним. По дорозі мисливці зупинялися біля підніжжя гір і «годували» дух таг-Езі, розбризкуючи по колу жертовний напій абиртку. Переходячи через хребет, розкидали зібрані ялицеві гілки, звертаючись до гір з проханням про вдалий промисел. Прийшовши на промислову ділянку, кропили абирткою мисливський балаган, кидали під час вечірньої трапези шматочки м'яса в багаття для духа вогню від-Езі. Спеціально взятий на промисел оповідач — кайчі — розповідав присутнім і духам казки, супроводжуючи свою розповідь грою на двострунному музичному інструменті комисі або дудці з сухого дягелю.
На промислі існували суворі заборони: не можна було шуміти, кричати, лаятися, тому що звірі в тайзі розуміють людську мову. Спілкуватися між собою можна було тільки знаками, алегорично називаючи промислових тварин. Соболя замість алба називали аскир, тобто красивий, ведмедя замість апилак — улуг кижі, тобто старий чоловік тощо.
Вважалося, що душа промислового звіра знаходиться в кінчику його носа, тому останній відрізали і зберігали, як амулет. Такими ж амулетами служили різні частини вбитого ведмедя: кіготь або лапа, підвішені над дверима служили оберегом від злих духів айна. Бували випадки, коли на пасіці вішали на кілок ведмежу голову і повертали її у напрямку до чужої пасіки, щоб бджоли летіли туди красти мед.
Поряд з шануванням духів-власників промислових звірів, щорічно, перед великим полюванням, влаштовувалися моління й іншим духам, що сприяють полюванню, яких за Мрассом зазвичай зображували одноголовими або двоголовими. Зображення з великою овальної головою з наліпленими на неї шматочками хутра і з короткими виступами по боках замість рук, вважалися чоловіками. Вони мали довгий прямий і широкий ніс, і круглі мідні очі. Інше зображення у вигляді двох однакових за розміром овалів, з'єднаних короткою і тонкою перемичкою, вважалося жіночим
На Кондомі шанували дух полювання шалига. Він зображувався у вигляді вирізаних з дерева чоловіка і дружини, причому одна нога чоловічого зображення робилася коротшою від іншої, від чого шалиг вважався кульгавим. Зберігали зображення духів в полотняному мішку або берестяній коробці в коморі. Перед промислом їх заносили в будинок і залишали там до повернення мисливців, пригощаючи аракою і талканом. Там же на Кондомі покровителем полювання вважався дух сарис. Його зображення у вигляді шкурки колонка або невеликої полотняної ганчірочки прямокутної форми вивішували на сучках дерев за улусом і годували по дорозі на промисел. Каларці восени перед полюванням поклонялися духу теркіжі — людині переднього кута. Зазвичай це було зображення людського обличчя з берести з прикріпленим дерев'яним носом і очима з свинцевих бляшок, з приклеєною бородою і вусами з білячого хвоста. Для годівлі тер-кижі приносили з комори в будинок і поміщали в передній кут. Перед ним ставили берестяне двовідерне туєс з абирткою і тарілку каші. Годування супроводжувалося камланням і щедрою гулянкою.

## Етнічна історія і суспільство

Етнічний прапор щорців, використовується з 1990-х років

Етнічний прапор щорців, прийнятий у 2015 році

В етногенезі шорців брали участь тюркські, кетські, самодійські та, імовірно, угорські компоненти.
Культурно і за походженням шорці близькі до північних алтайців та хакасів. Південні хакаси мають самоназву «шор».
У VI—ІХ ст.ст. шорці входили до складу Тюркського, Уйгурського та Єнісейського каганатів і були тюркизовані, частково змішавшись з давньо-алтайськими, уйгурськими, єнісейсько-киргизькими і монгольськими племенами.
У XVII—XVIII ст.ст. частина шорців переселилась у басейн лівих приток річки Абакан і в подальшому була асимільована й увійшла до складу хакасів. Частина шорців, що проживають в Алтайському краю, зазнають асиміляції як з боку росіян, так і алтайців.
До радянських реформ у шорців зберігалися родові відносини, основою суспільства був патрилінійний рід.
Після Лютневої революції 1917 року шорці разом з телеутами та алтайцями створили Алтайську гірську думу, яка на початку 1918 року утворила державне утворення Каракорум-Алтайський округ. Планувалося створення Республіки Ойрот, яка би включила території проживання народів Алтаю та Саян.
Після завоювання краю більшовиками алтайська та шорська інтелігенція працювала над включенням Шорії до складу Ойротської (Алтайської) АО. Однак цей проект не був втілений; в обґрунтуванні наводилися економічні причини.
У 1925 році було утворено Гірсько-Шорський національний район з центром в селі Миски, по тому — с. Кузедєєво, який втім було ліквідовано в добу боротьби з націоналістичними ухилами в 1939 році.
У теперішній час (2000-ні роки) шорці є одним з нечисельних сибірських етносів. Спостерігається зникнення традиційної шорської культури, переважно внаслідок все більшого проникнення урбанізації. Однією з найбільших нагальних проблем шорців лишається брак (або й відсутність) робочих місць в сільській місцевості Таштагольського району Кемеровської області (основний район проживання шорців), а також — недосконала, до того ж у стані занепаду соціальна і культурна інфраструктура на селі (в першу чергу, галузі охорони здоров'я та освіти). Поряд з цим серед шорців є містяни (міста і селища Таштагол, Шерегеш, Новокузнецьк), зайняті як у промисловості, так і в туристичній галузі (гірськолижний туризм, «зелений», етнотуризм тощо). Корінні шорці у сільській місцевості і дотепер нерідко практикують традиційні промисли, подеколи землеробство, збирання кедрових горіхів тощо.
Зараз шорців як етнічну і культурну спільноту уповноважена представляти Асоціація шорського народу (президент — П. П. Акуляков), створена на 1-му з'їзді шорського народу в 1990 році. У місцях компактного проживання шорців створено громадські організації, що входять до Асоціації: товариство «Шорія» (м. Осинники), Товариство «Алтиншор» (м. Междурєченськ), товариство «Гірська Шорія» (м. Таштагол). В Новокузнецьку діє Рада старійшин шорського народу Палам (на чолі з М. Тодишевим).
Як і будь-який інший народ, шорці хочуть зберегтися як етнос, зберегти свою самобутню культуру, мову, традиції і звичаї. Хочуть самі визначати свій розвиток, розвивати своє самоврядування і не хочуть асимілюватися з іншими народами. І шорці, як народ, мають на це право: це гарантується Конституцією РФ, стаття 69, федеральними та регіональними законами, що стосуються прав корінних нечисленних народів.
На території Шорії проводиться видобуток кам'яного вугілля у відкритих кар'єрах, через що у регіоні спостерігаються екологічні проблеми. Через розробку вугілля в останні роки було знищено шорське село Казас, страждають інші поселення.

## Господарство

Група рибалок-шорців на човні переправляється через річку, Гірська Шорія, поч. XX ст..

Традиційним заняттям шорців було полювання на хутрових звірів і великих копитних (марал, олень, лось). Значне господарське значення мало також річкове рибальство. Підсобну роль у господарстві відігравали землеробство (основні культури — ячмінь і пшениця) та збиральництво (заготівля кедрових горіхів, бортництво).
Серед шорських ремесел великого розвитку досягло ковальство. Шорці самі здобували руду і виплавляли метал. Гончарство в чоловіків та ткацтво (жінки ткали з волокон конопель і кропиви) і вишивка в жінок носили внутрішньогосподарський характер.

## Культура
Традиційно шорці жили в невеликих поселеннях — улусах (на півночі) і аїлах (на півдні), зазвичай на берегах річок і струмків. Нерідко поселення переносилися («перекочовували») на нове місце — у разі зміни пашниці, збіднення лісових ресурсів, смерті когось із родичів тощо.
У шорців два основних типи традиційного житла:
- на півдні — чотирикутна юрта з дерев'яним каркасом, вкрита берестом (вплив алтайців).
- на півночі — дерев'яний намет з колод і жердин під берестяною стріхою.

Чоловічий і жіночий одяг шорців складався з сорочки (кунек), штанів (чембар, штан) і халата (шабур) з вишивкою біля коміра, на обшлагах і на подолі. Взимку надягали декілька халатів. Взуття — шкіряні черевики (одук, чарики). Головні убори — хустки в жінок, в чоловіків шапки і картузи (тканинні, шкіряні, берестяні) влітку, взимку і чоловіків, і в жінок хутряні шапки.
Основу шорської кухні раніше складала м'ясна дієта, розбавлена продуктами збиральництва (кедрові горіхи, корінці, дикі часник, цибуля, півонія) і рибою. М'ясо смажили на багатті, рибу варили. Улюблений суп — рибна юшка. З поширенням землеробства доступними стали борошно і крупи. Хліб (калаш) був пошрений на півночі, переважно в заможніших шорців. У степових шорців в раціоні була присутня молочна кухня — кисляк, прісний сир (пиштак), сир, масло. Вишуканим наїдком вважалась конина. З ячмінного борошна робили брагу (абиртка) і горілку (араги). Поширений безалкогольний напій — чай.
У шорців зберігся фольклор — епос (сказання і поеми), пісні, казки, мисливські оповідки, легенди, прислів'я, приказки тощо. Сказання і пісні епічного плану, як і в алтайців, нерідко виконувалися під акомпанемент двострунного музичного інструмента комиса.
Шорці мали культи гір, лісу, водойм тощо — так, було прийнято приносити невеликі жертви духам-господарям гір (таг-еезі) і річок (сі-еезі). Мисливські культи пов'язані зі вшануванням ведмедя.
Шорське шаманство носило родовий спадковий характер. Атрибутами шамана були бубон і калатало. Шаманські традиції у залишковій формі (обрядність, окремі камлання, одяг і атрибути шаманів) збереглися дотепер. З сер. 1980-х рр. відновлено традицію проведення народних свят — свято першопредка Ольгудека, літнє свято Пайрам, Чил-Паже, що супроводжуються виконанням епосу та пісень, традиційними спортивними змаганнями тощо.

## Цікаві факти, пов'язані з шорцями

Шорський шаман

- Шорське слово калаш («хліб») близьке до російського калач.
- Замість онуч шорці навколо ніг обгортали жмутки сухої м'якої осоки.
- Шамани в шорців різнилися за силою і можливостями — «сильний» завжди мав бубон з зображеними на ньому духами-помічниками і брязкальце, а «слабкий» віщун шабинча камлав за допомогою віника, рукавиці, дрючка, маленького лука абощо, й міг «тільки» лікувати хворих[4].
- Шорці виступають проти вуглевидобутку в Кемеровській області. Майже два місяці вони проводили поодинокі пікети в найближчому містечку Мисків. Тепер на місцеву владу шорці не розраховують і звертаються за допомогою до духів предків, проводячи шаманський обряд «шачіг».[5]

## Виноски
1. 1 2  Шорці на www.narodru.ru [Архівовано 2013-10-02 у Wayback Machine.](рос.)
2. 1 2  Шорці на Сайті Комітету Ради Федерації Росії у справах Півночі і малочисельних народів(рос.)
3. ↑  Всеукраїнський перепис населення 2001 року / Національний склад населення, громадянство / Розподіл населення за національністю та рідною мовою[недоступне посилання](укр.)[недоступне посилання з серпня 2019]
4. ↑  Архітектурно-етнографічний комплекс www.sibmuseum.ru, Історико-культурний заповідник-музей «Томська писаниця» [Архівовано 2008-12-22 у Wayback Machine.](рос.)
5. ↑  В Кемеровской области шорцы помешали снести их село, на месте которого запланирован угольный карьер